# Thuyết âm mưu về sự kiện 11 tháng 9

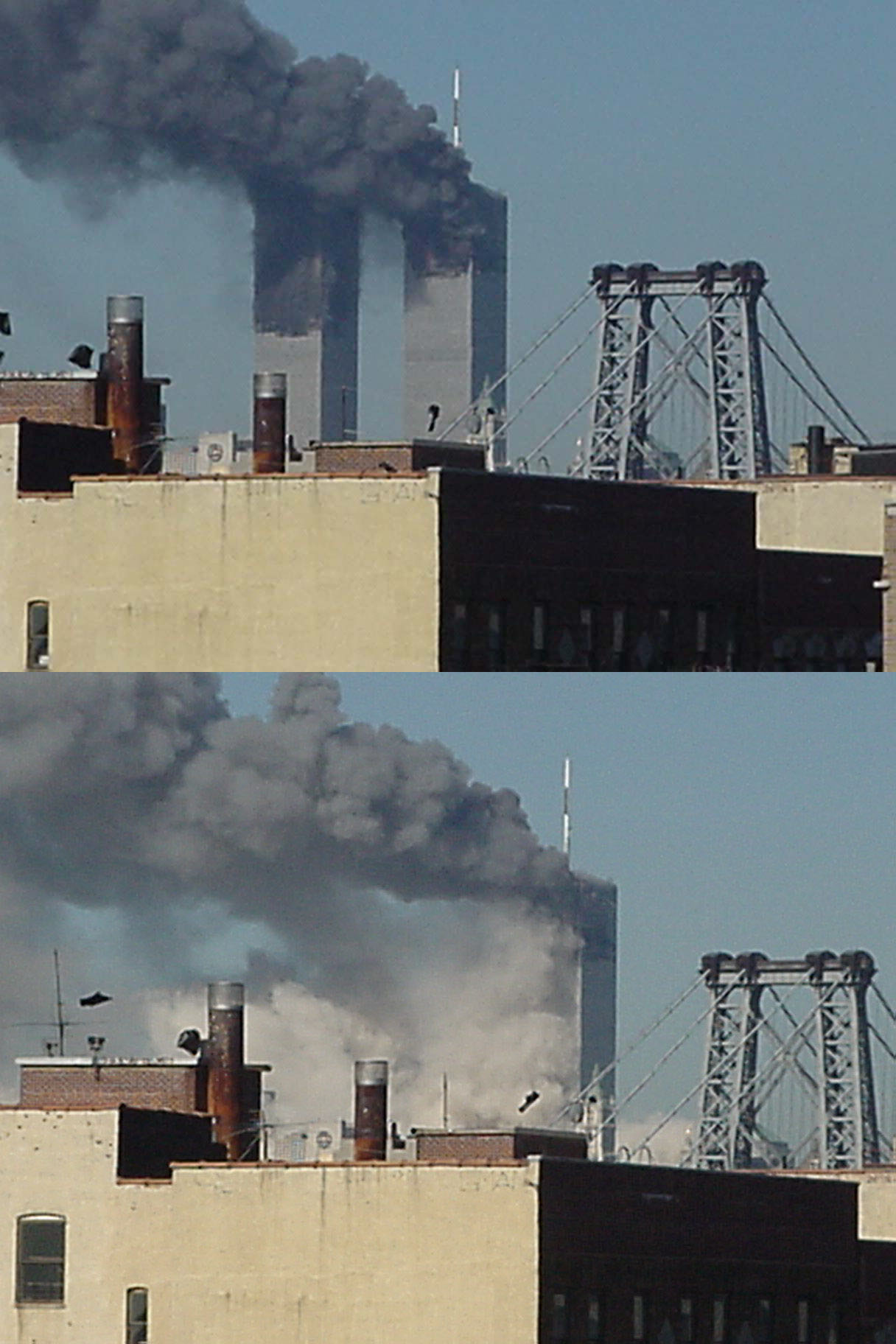
Hai toà tháp của Trung tâm thương mại thế giới đang bốc cháy trong Sự kiện 11 tháng 9 nhìn từ Williamsburg, Brooklyn (hình trên) và khoảnh khắc sau khi toà tháp Nam đổ sập (hình dưới)

Các giả thuyết âm mưu về sự kiện ngày 11 tháng 9 (tiếng Anh: 9/11 conspiracy theories) cho rằng cuộc tấn công ngày 11 tháng 9 năm 2001 hoặc đã được cố tình được cho phép xảy ra hoặc là một chiến dịch đánh lừa công luận do chính phủ Hoa Kỳ tiến hành. Một cuộc thăm dò thực hiện trong năm 2006 của Scripps Howard và Đại học Ohio cho biết: "Hơn một phần ba công chúng Hoa Kỳ nghi ngờ rằng các quan chức liên bang hỗ trợ bọn khủng bố trong cuộc tấn công khủng bố 9/11 hoặc đã không có hành động để ngăn chặn chúng với chủ ý giúp Hoa Kỳ có cớ tiến hành chiến tranh tại Trung Đông." Giả thuyết nổi bật nhất là sự sụp đổ của tòa tháp đôi Trung tâm Thương mại Thế giới (WTC1 và WTC2) và đặc biệt là Trung tâm Thương mại Quốc tế số 7 là kết quả của việc phá hủy có kiểm soát hơn là sự suy yếu cấu trúc của ba tòa nhà này do hai máy bay đâm vào và hỏa hoạn tại tòa nhà WTC7. Một giả thuyết đáng chú ý nữa là Lầu Năm Góc bị trúng một tên lửa do các yếu tố từ bên trong chính phủ Hoa Kỳ hay rằng một máy bay chở khách thương mại được phép làm như vậy sau khi quân đội Hoa Kỳ làm ngơ không hành động gì mặc dù có khả năng bắn rơi chiếc máy bay đó. Các giả thuyết đều cho rằng động cơ của âm mưu này là để biện minh cho cuộc xâm lược Afghanistan và Iraq, để mở rộng quyền kiểm soát của Hoa Kỳ đối với các nguồn tài nguyên dầu mỏ của Trung Đông, để tạo điều kiện tăng chi tiêu quân sự; và để hạn chế quyền tự do dân sự trong nước.
Các báo cáo do Viện Quốc gia Tiêu chuẩn và Công nghệ công bố, Popular Mechanics và phương tiện truyền thông chính thống đều bác bỏ lý thuyết âm mưu 11/9. Cơ quan nghiên cứu về công trình dân dụng nói chung chấp nhận rằng các tác động của máy bay phản lực ở tốc độ cao kết hợp với các đám cháy tiếp theo, chứ không phải phá hủy có kiểm soát, dẫn đến sự sụp đổ của tòa tháp đôi. Sự sụp đổ của tòa nhà Trung tâm Thương mại Quốc tế số 7 không được nói đến trong bản tường trình của ủy ban quốc hội Mỹ điều tra về vụ 11 tháng 9. Mãi đến những ngày cuối cùng của chính quyền của tổng thống George W. Bush, vào tháng 11 năm 2008, sau hơn ba năm nghiên cứu,Viện Quốc gia Tiêu chuẩn và Công nghệ mới công bố lý giải của viện này về sự sụp đổ rất nhanh và đối xứng của tòa nhà Trung tâm Thương mại Quốc tế số 7 cao 186 mét, 47 tầng, vào 17h20 chiều ngày 11 tháng 9. Theo cách giải thích chính thức này hỏa hoạn tại nhiều tầng làm cho các cột chịu lực của tòa nhà bị sụp vì sự nở nhiệt của các dầm sắt.

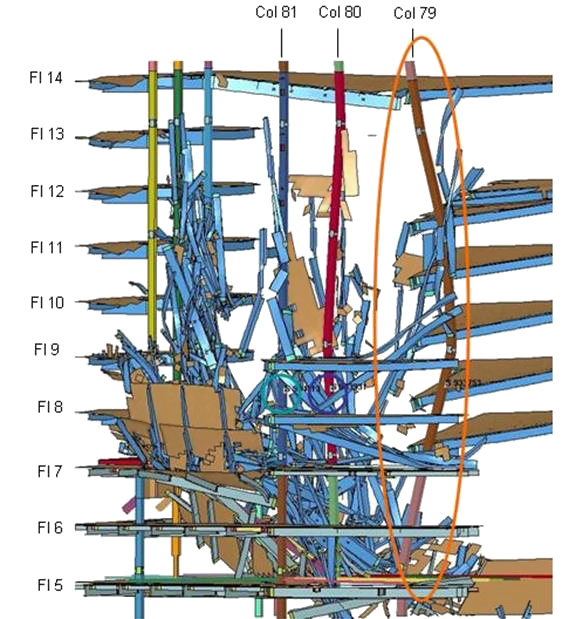
Lược đồ hiển thị các cột bị oằn tại cột chịu lực thứ 79 của WTC7 (khu vực bị khoanh), được xác định là thời điểm bắt đầu của quá trình "sụp đổ tiến bộ" của tòa nhà.

Những người chỉ trích các giả thuyết âm mưu cho rằng "chúng là một hình thức của chủ nghĩa âm mưu thường phổ biến trong lịch sử sau khi có xảy ra một biến cố đau thương, khi đó sẽ có những giả thuyết về âm mưu lộ diện giống như một điều hoang tưởng để giải thích biến cố..Thượng nghị sĩ Joe Lieberman, khi bị hỏi tại sao trong bản tường trình của Ủy ban quốc hội điều tra vụ 11 tháng 9 không hề có một lời nào về Trung tâm Thương mại Quốc tế số 7 một tòa nhà bị sụp đổ dù không bị máy bay đâm vào ngày 11/9, đã trả lời "Tôi không có bằng chứng là điều này đã xảy ra". Một chỉ trích khác có liên quan đã bàn luận đến hình thức nghiên cứu mà theo đó các giả thuyết này dựa vào. Thomas W. Eagar, một giáo sư khoa kỹ thuật tại Học viện Công nghệ Massachusetts, cho rằng những người theo chủ thuyết âm mưu "sử dụng phương pháp khoa học nghịch lý. Họ định đoạt những gì đã xảy ra, loại bỏ tất cả những dữ kiện nào mà họ thấy là không phù hợp với kết luận của họ, và rồi tung hô những gì họ tìm thấy là kết quả duy nhất có thể có."
Một trang web của Bộ Ngoại giao Hoa Kỳ được dành chỗ để vạch trần các giả thuyết này vì tin rằng các lời tố cáo đó cần được bàn luận hơn là bác bỏ ngay.